# Weinland
Weinland (tidl. John Weinland) er et uafhængigt band, fra Portland, Oregon i USA. Weinland spiller en blanding af Norfolk, folkemusik-pop, Americana, Alt-land og indierock musik.

## Diskografi
- Demersville (2006)
- La Lamentor (2008)
- Breaks In The Sun (Coming april 2009)

## Medlemmer
- John Adam Weinland Shearer – Vokal og guitar.
- Aaron "Rantz" Pomerantz – Dobro, mandolin, vibes, lap steel, accordion.
- Rory Brown – Bass.
- Ian Lyles Trommer, percussion, banjo.
- Paul Christensen – Keyboard.

## Links
- Weinland's official webpage Arkiveret 13. april 2019 hos  Wayback Machine

| Musikgruppe | Spire Denne artikel om en amerikansk musikgruppe er en spire som bør udbygges. Du er velkommen til at hjælpe Wikipedia ved at udvide den. |